# Zorotypus manni
Zorotypus manni är en jordlusart som beskrevs av Andrew Nelson Caudell 1923. Zorotypus manni ingår i släktet Zorotypus och familjen Zorotypidae. Inga underarter finns listade i Catalogue of Life.